# Élections législatives liechtensteinoises de février 1993
Les élections législatives liechtensteinoises de février 1993  se sont déroulées le 7 février 1993.

## Système politique et électoral
Le Liechtenstein est une principauté organisée sous la forme d'une monarchie constitutionnelle. 
Le chef d'état est un Prince, qui possède des pouvoirs politiques importants, comprenant un droit de veto. Ces aspects de monarchie directe sont contrebalancés par des éléments de démocratie directe — initiative populaire et référendum — qui font du Liechtenstein le pays d'Europe où celle-ci est considérée la plus poussée. 
Le parlement, ou Landtag, détient le pouvoir législatif. Les 25 députés qui le composent sont élus pour quatre ans au sein de 2 circonscriptions, l'Oberland et l'Unterland, comportant respectivement 15 et 10 sièges.
Tous les sièges sont pourvus au scrutin proportionnel entre les listes de candidats ayant remporté au moins 8 % des suffrages exprimés au niveau national.
Le vote est obligatoire.

## Contexte politique
Le Parti progressiste des citoyens et l'Union patriotique, forment depuis 54 ans une coalition gouvernementale au sein de laquelle l'UP domine depuis les élections législatives de 1978, avec pour Premier Ministre Hans Brunhart (UP).
La Liste libre participe également aux élections pour la troisième fois.
En 1992, les Liechtensteinois ont approuvé à 55,8 % l'entrée dans l'Espace économique européen. Les trois partis en lice à ces élections y sont favorables, mais diffèrent sur les modalités de renégociation de l'accord douanier de 1923 avec la Suisse voisine, cette dernière ayant rejetée l'EEE.

## Résultats
L'ensemble des voix en faveur des candidats d'un parti sont comptabilisés comme suffrages pour ce parti, ce qui porte le nombre de ces derniers à un total bien supérieur au nombre d'électeurs.
|                                                                 |                                       |         |       |      |        |               |  |  |  |  |  |  |  |  |
| Parti                                                           | Parti                                 | Voix    | %     | +/-  | Sièges | +/-           |  |  |  |  |  |  |  |  |
|                                                                 | Union patriotique (VU)                | 73 217  | 45,43 | 1,72 | 11     | 2             |  |  |  |  |  |  |  |  |
|                                                                 | Parti progressiste des citoyens (FBP) | 71 209  | 44,19 | 2,06 | 12     | en stagnation |  |  |  |  |  |  |  |  |
|                                                                 | Liste libre (FL)                      | 16 724  | 10,38 | 2,82 | 2      | 2             |  |  |  |  |  |  |  |  |
| Total des voix                                                  | Total des voix                        | 161 150 | 100   |      |        |               |  |  |  |  |  |  |  |  |
|                                                                 |                                       |         |       |      |        |               |  |  |  |  |  |  |  |  |
| Suffrages exprimés                                              | Suffrages exprimés                    | 12 092  | 98,67 |      |        |               |  |  |  |  |  |  |  |  |
| Votes blancs et nuls                                            | Votes blancs et nuls                  | 163     | 1,33  |      |        |               |  |  |  |  |  |  |  |  |
| Total                                                           | Total                                 | 12 255  | 100   | -    | 25     | en stagnation |  |  |  |  |  |  |  |  |
| Abstention                                                      | Abstention                            | 1 744   | 12,46 |      |        |               |  |  |  |  |  |  |  |  |
| Inscrits/Participation                                          | Inscrits/Participation                | 13 999  | 87,54 |      |        |               |  |  |  |  |  |  |  |  |
| Source: European Elections Database et Union Interparlementaire |                                       |         |       |      |        |               |  |  |  |  |  |  |  |  |

### Résultats par circonscription[5]
|            |            |          |          |          |          |               |           |           |           |           |               |       |       |  |
| Parti      | Parti      | Oberland | Oberland | Oberland | Oberland | Oberland      | Unterland | Unterland | Unterland | Unterland | Unterland     | Total | Total |  |
| Parti      | Parti      | Voix     | %        | +/-      | S        | +/-           | Voix      | %         | +/-       | S         | +/-           | Total | Total |  |
|            | VU         | 56 511   | 46,82    | 1,29     | 7        | 1             | 16 706    | 41,29     | 2,85      | 4         | 1             | 11    |       |  |
|            | FBP        | 50 992   | 42,25    | 2,26     | 7        | en stagnation | 20 217    | 49,97     | 1,16      | 5         | en stagnation | 12    |       |  |
|            | FL         | 13 187   | 10,93    | 2,79     | 1        | 1             | 3 537     | 8,74      | 2,99      | 1         | 1             | 2     |       |  |
| Total      | Total      | 120 690  | 100      |          |          |               | 40 460    | 100       |           |           |               |       |       |  |
|            |            |          |          |          |          |               |           |           |           |           |               |       |       |  |
| Val.       | Val.       | 8 172    | 100      | –        | 15       | en stagnation | 4 083     | 100       | –         | 10        | en stagnation | 25    |       |  |
| Abst       | Abst       | 1 310    | 13,82    |          |          |               | 434       | 9,61      |           |           |               |       |       |  |
| Ins./Part. | Ins./Part. | 9 482    | 86,18    | 4 517    | 90,39    |               |           |           |           |           |               |       |       |  |

## Analyse
Percée historique de la Liste libre qui franchit le quorum de 8 % et obtient des sièges au Landtag. C'est la première fois depuis leurs mise en place au Liechtenstein en 1918 qu'un parti autre que le PPC et l'UP est représenté au parlement national. La liste, avec deux sièges, reste cependant dans l'opposition.
Victoire du Parti progressiste des citoyens qui remporte la majorité relative au Landtag et renverse ainsi le rapport de force au sein de sa coalition avec l'Union patriotique, qui est reconduite au pouvoir. 
Le Premier Ministre Hans Brunhart (UP) cède la place à Markus Büchel (PPC).